# 山中柴吉
山中 柴吉（やまなか しばきち、1870年3月7日（明治3年2月6日） -  1941年6月21日）は、日本の海軍軍人。最終階級は海軍中将。

## 経歴
山口県出身。山中太一郎の息子として生まれる。1889年（明治22年）4月、海軍兵学校（15期）を卒業し、1890年（明治23年）7月に海軍少尉任官。1892年（明治25年）12月から一年間、海軍大学校で丙号学生として学ぶ。横須賀水雷隊敷設部分隊長、運送船監督（竹乃浦丸）、「鎮遠」艤装員、同水雷長などを経て、1898年（明治31年）5月、海大（将校科3期）を卒業した。
1899年（明治32年）9月、海軍少佐に昇進し「八島」砲術長に就任。以後、「敷島」砲術長、兼佐世保鎮守府艦隊参謀、海大副官などを歴任。1904年（明治37年）1月、「対馬」副長兼呉工廠艤装委員となり日露戦争に出征。1905年（明治38年）2月、海軍中佐に進級し第3艦隊参謀に転じ、日本海海戦などに参戦した。同年6月、第2艦隊参謀へ異動。
1905年12月に第1艦隊参謀に就任。以後、呉鎮守府参謀兼望楼監督官などを務め、1908年（明治41年）9月、海軍大佐に昇進し「千代田」艦長となった。1909年（明治42年）3月、「秋津洲」艦長に就任。以後、「日進」艦長、兼「吾妻」艦長、造船監督官、艦政本部艤装員、「平戸」艦長、兼呉工廠艤装委員、「摂津」「金剛」の各艦長を歴任。
1914年（大正3年）12月、海軍少将に進級し第1艦隊参謀長に就任した。1915年（大正4年）11月、連合艦隊参謀を兼務し、以後、呉鎮守府参謀長、兼特務艦隊司令官、第二水雷戦隊司令官、横須賀鎮守府付、横須賀工廠長を歴任。1918年（大正7年）12月、海軍中将に進んだ。1921年（大正10年）9月、将官会議議員に就任。同年12月に待命となり、1922年（大正11年）9月、予備役編入。1930年（昭和5年）2月、後備役となり、1935年（昭和10年）2月に退役した。

## 栄典・授章・授賞
位階
- 1891年（明治24年）12月14日 - 正八位[1]
- 1898年（明治31年）3月8日 - 正七位[2]
- 1904年（明治37年）12月5日 - 正六位[3]
- 1908年（明治41年）12月11日 - 従五位[4]
- 1914年（大正3年）1月30日 - 正五位[5]
- 1918年（大正7年）12月28日 - 従四位[6]

勲章等
- 1895年（明治28年）11月18日 - 明治二十七八年従軍記章[7]
- 1902年（明治35年）5月10日 - 明治三十三年従軍記章[8]
- 1905年（明治38年）5月30日 - 勲四等瑞宝章[9]
- 1906年（明治39年）4月1日 - 功四級金鵄勲章・勲三等旭日中綬章・明治三十七八年従軍記章[10]
- 1920年（大正9年）11月1日 - 勲一等瑞宝章[11]・戦捷記章[12]
- 1921年（大正10年）7月1日 - 第一回国勢調査記念章[13]
- 1940年（昭和15年）8月15日 - 紀元二千六百年祝典記念章[14]